# Andrena sublisterelle
Andrena sublisterelle är en biart som beskrevs av Wu 1982. Andrena sublisterelle ingår i släktet sandbin, och familjen grävbin. Inga underarter finns listade i Catalogue of Life.